# Samira Vera-Cruz
Samira Nandi Marques Vera-Cruz (sinh ngày 11 tháng 9 năm 1990) là một đạo diễn, nhà sản xuất, biên tập viên và nữ diễn viên của Cabo Verde.

## Tiểu sử
Sinh ra ở São Vicente, Samira Vera-Cruz là một đạo diễn và nhà sản xuất phim Cabo Verde, với tổ tiên của người Angolan và Cabo Verde. Cô lớn lên giữa các thành phố Mindelo, Praia và Lisbon, sau này ở Bồ Đào Nha.
Samira tốt nghiệp cử nhân nghệ thuật về nghiên cứu điện ảnh và chuyên ngành truyền thông toàn cầu tại Đại học Paris của Mỹ năm 2013.
Giám đốc bắt đầu cuộc sống chuyên nghiệp của mình với tư cách là một nhà báo tại Agência Cabo-verdiana de Imagens (ACI = Capeverdean Images Agency) và sau đó là quản lý tài khoản tại Greenstudio, tại Praia, Cabo Verde.
Cô chuyển đến Angola vào đầu năm 2014 và làm việc gần hai năm với tư cách là nhà sản xuất nghe nhìn cho Muxima Filmes tại thành phố Luanda.
Sau khi trở lại Cabo Verde, cô đã làm việc vài tháng tại Kriolscope, với tư cách là nhà sản xuất điều hành, làm đạo diễn cho bộ phim ngắn đầu tiên Buska Santu vào năm 2016.
Buska Santu là một bộ phim viễn tưởng ngắn, lấy cảm hứng từ tác phẩm "Kẻ trộm xe đạp" của Vittorio de Sica, và cho chúng ta thấy mối quan hệ giữa một người cha và con trai của anh ta, ở đảo Santiago, Cabo Verde. Bộ phim ngắn đã được chiếu ở Cabo Verde, Bồ Đào Nha và Mozambique và giành giải thưởng cho tiểu thuyết hay nhất tại Liên hoan phim Oiá ở Mindelo, Cabo Verde.
Sau đó, cô đã tạo ra công ty sản xuất của mình, Parallax Produções, cùng với Soren Araújo và Luhena Correia de Sá. Với Parallax Produções, Samira Vera-Cruz đạo diễn các bộ phim Hora di Bai (2017) và Sukuru (2017).
Hora di Bai là một bộ phim tài liệu ngắn, được tài trợ bởi Liên minh châu Âu, thông qua cuộc thi "Phim ngắn PALOP-TL UE 25 năm", và nói về mối liên hệ với cái chết ở đảo Santiago, Cabo Verde. Bộ phim đã được chiếu trong các liên hoan tại Cabo Verde, Brazil, Canada, Hoa Kỳ, Bồ Đào Nha, Brussels, Ba Lan, Guinea Bissau, Mozambique, Angola, São Tomé và Principe, Macau, Đông Timor và Madagascar.
Sukuru, dù được làm mà không có tài chính, là bộ phim đầu tiên của cô. Một phim kinh dị tâm lý kể về câu chuyện của Jiló, một người đàn ông trẻ bị tâm thần phân liệt, nghiện crack-cocaine, và cuộc đấu tranh với chứng nghiện, mẹ và ác quỷ của anh ta. Nó đã được công chiếu ở Cabo Verde, Brussels, Mozambique và Macau.

## Đóng phim
- Busku Santu [ Busca Santu ] (2016)
- Hora di Bai [Đến lúc đi] (2017)
- Sukuru [ Bóng tối ] (2017)